# 대디제이
대디제이는 대한민국의 가수, 음악 프로듀서다. 2013년 싱글 앨범 [내게온다]로 데뷔했다.
그루블린의 소속 프로듀서이자 대표이며, 더라이브레이블, 스튜디오 글라이드 대표이다.

## 학력
- 동국대학교 대학원 국어교육학 석사
- 동국대학교 국문학 학사
- 혜광고등학교

## 방송
- 보이스 코리아 1 (2012) - Top48
- k-pop star 3 (2013) - team 유희열

## 음반
- 내게온다 (2013)
- 본다 (See You) (2013)
- 신의 퀴즈 4 OST Part 2 (2014)
- 청담동 스캔들 OST Part.4 (2014)
- 고양이는 있다 OST Part.9 (2014)
- 약속해줘 (2015)
- 우리집 꿀단지 OST Part.20 (2016)
- 널부러져 (Prod By 이현 Of Homme) (2016)

## 프로듀싱
- 보이즈 투 맨, 윤민수 싱글 앨범 [Love me once again] (2021)

## 경력
- 동부산대학 실용음악과 교수
- 명지대학교 예술학과 교수
- 그루블린 대표
- 더라이브 레이블 대표
- 스튜디오 글라이드 대표